# Paralelo 36 N
O Paralelo 36 N é o paralelo no 36° grau a norte do plano equatorial terrestre.
Entre 7 de abril de 1991 e 31 de dezembro de 1996, este paralelo definiu o limite de um das zonas de exclusão aérea no Iraque.
A esta latitude o Sol é visível durante 14 horas e 36 minutos durante o solstício de verão e durante 9 horas e 43 minutos durante o solstício de inverno.
Começando pelo Meridiano de Greenwich e tomando a direção leste, o paralelo 36° Norte passa por:
| País, território ou mar | Notas |
| ----------------------- | --- |
| Mar Mediterrâneo        | |
| Argélia                 | Passa em Mostaganém |
| Tunísia                 | |
| Mar Mediterrâneo        | Passa a norte da ilha Linosa, Itália e entre as ilhas Comino e Malta, Malta                                                                                 |
| Mar Egeu                | Passa entre as ilhas Citera e Anticítera, Grécia |
| Grécia                  | Ilha de Rodes |
| Mar Mediterrâneo        | |
| Turquia                 | Província de Hatay |
| Síria                   | Passa a norte de Raqqa |
| Iraque                  | |
| Irão                    | |
| Turquemenistão          | |
| Afeganistão             | |
| Paquistão               | Khyber Pakhtunkhwa · Gilgit-Baltistan, reclamado pela Índia                                                                                                 |
| Vale Shaksgam           | Administrado pela China, reclamado pela Índia |
| China                   | Xinjiang Tibete Qinghai Gansu — passa a sul de Lanzhou Ningxia Gansu Shaanxi Shanxi Henan Shandong Henan (cerca de 15 km) Shandong — passa a sul de Qingdao |
| Mar Amarelo             | |
| Coreia do Sul           | |
| Mar do Japão            | |
| Japão                   | Ilha Chiburi-shima |
| Mar do Japão            | |
| Japão                   | Ilha de Honshū |
| Oceano Pacífico         | |
| Estados Unidos          | Califórnia Nevada - passa a sul de Las Vegas Arizona Novo México Texas Oklahoma Arkansas fronteira Missouri / Arkansas Tennessee Carolina do Norte          |
| Oceano Atlântico        | |
| Estreito de Gibraltar   | Passa a poucas dezenas de metros a sul da Punta de Tarifa, Espanha, (Cádiz) o ponto mais meridional do continente europeu                                   |
| Mar Mediterrâneo        | |